# Brady Tkachuk
Brady Tkachuk, pseudonimo di Braeden Tkachuk (Scottsdale, 16 settembre 1999), è un hockeista su ghiaccio statunitense che gioca negli Ottawa Senators della National Hockey League (NHL), cui è capitano. Tkachuk è figlio dell'ex giocatore di hockey su ghiaccio Keith Tkachuk e fratello di Matthew Tkachuk, capitano supplente dei Florida Panthers.

## Carriera
Dopo aver giocato per i St. Louis AAA Blues U16 ed essersi impegnato nello USA Hockey National Team Development Program (NTDP), Tkachuk ha accettato di giocare per la Università di Boston (BU) al termine delle due stagioni con l'NTDP. Con i Terriers della squadra universitaria ha segnato quattro gol e dieci assist in 19 partite da matricola, prima di entrare a far parte della nazionale statunitense under 20 per i Campionati Mondiali Juniores 2018. Al termine della stagione NCAA, Tkachuk è stato selezionato per l'Hockey East Rookie Team, classificandosi al quinto posto nella squadra per numero di punti.
In vista degli NHL Entry Draft 2018, l'NHL Central Scouting Bureau lo ha classificato al secondo posto tra i pattinatori nordamericani. Alla fine è stato scelto come quarto giocatore assoluto dagli Ottawa Senators. Il 13 agosto 2018 Tkachuk ha firmato un contratto triennale da rookie con i Senators, rinunciando ai tre anni rimanenti di eleggibilità NCAA. Dopo aver preso parte alle partite di preseason dei Senators, Tkachuk è stato escluso dalle prime due partite della stagione regolare a causa di un infortunio all'inguine. Il suo esordio nella NHL è avvenuto l'8 ottobre, in occasione della sconfitta per 6-3 contro i Boston Bruins. La partita successiva, il 10 ottobre, ha segnato il suo primo gol in NHL, diventando il Tkachuk più veloce a segnare il suo primo gol nella NHL, superando il fratello e il padre.
Nella stagione 2020-21 è stato nominato capitano supplente degli Ottawa Senators. Tkachuk è stato selezionato per sostituire l'infortunato Auston Matthews nella rosa dell'Atlantic Division per l'NHL All-Star Game 2020, in programma il 22 gennaio 2020. Il 14 ottobre 2021, Tkachuk ha firmato un contratto di sette anni del valore totale di 57,5 milioni di dollari con i Senators. Venti due giorni dopo, il 5 novembre, Tkachuk è stato nominato il decimo capitano nella storia dei Senators.
Durante la stagione 2024-2025, si qualifica insieme alla squadra degli Ottawa Senators ai playoffs per la prima volta dopo otto stagioni. Il 22 aprile 2025 segna il suo primo goal nei playoff durante la gara 2 del primo girone contro i Toronto Maple Leafs.

### Carriera in nazionale
Tkachuk è stato il capitano della nazionale statunitense under 18 che ha vinto l'oro ai campionati mondiali U18 IIHF del 2017.
Tkachuk è stato selezionato per la nazionale statunitense under 20, con cui ha partecipato ai Campionati mondiali juniores di hockey su ghiaccio 2018 a Buffalo, in New York, vincendo il bronzo. Tkachuk ha capitanato il Team USA ai Campionati mondiali IIHF 2024, dove la squadra si è piazzata al quinto posto. 
Durante la stagione 2024-2025 è stato selezionato per rappresentare la squadra statunitense nel torneo NHL 4 Nations Face-Off, arrivando secondo dopo una sconfitta in finale contro la squadra canadese.

## Statistiche
Statistiche aggiornate a aprile 2025.

### Club
| 2015–16    | U.S. National Development Team | USHL       | 32  | 4   | 4   | 8   | 36  | — | — | — | — | — |
| 2016–17    | U.S. National Development Team | USHL       | 24  | 12  | 11  | 23  | 73  | — | — | — | — | — |
| 2017–18    | Boston University              | HE         | 40  | 8   | 23  | 31  | 61  | — | — | — | — | — |
| 2018–19    | Ottawa Senators                | NHL        | 71  | 22  | 23  | 45  | 75  | — | — | — | — | — |
| 2019–20    | Ottawa Senators                | NHL        | 71  | 21  | 23  | 44  | 106 | — | — | — | — | — |
| 2020–21    | Ottawa Senators                | NHL        | 56  | 17  | 19  | 36  | 69  | — | — | — | — | — |
| 2021–22    | Ottawa Senators                | NHL        | 79  | 30  | 37  | 67  | 117 | — | — | — | — | — |
| 2022–23    | Ottawa Senators                | NHL        | 82  | 35  | 48  | 83  | 126 | — | — | — | — | — |
| 2023–24    | Ottawa Senators                | NHL        | 81  | 37  | 37  | 74  | 134 | — | — | — | — | — |
| 2024-25    | Ottawa Senators                | NHL        | 79  | 29  | 26  | 55  | 123 |   |   |   |   |   |
| NHL totals | NHL totals                     | NHL totals | 512 | 191 | 213 | 404 | 750 | — | — | — | — | — |

### Nazionale
| Anno             | Squadra          | Evento             | Risultato        |    | GP | G  | A  | Pts | PIM |
| ---------------- | ---------------- | ------------------ | ---------------- | -- | -- | -- | -- | --- | --- |
| 2015             | USA              | U-17               | Sesto posto      | 5  | 2  | 3  | 5  | 4   |     |
| 2017             | USA              | U-18               | Oro              | 7  | 1  | 6  | 7  | 12  |     |
| 2018             | USA              | WJC                | Bronzo           | 7  | 3  | 6  | 9  | 2   |     |
| 2024             | USA              | WC                 | Quinto posto     | 8  | 7  | 6  | 13 | 4   |     |
| 2025             | USA              | 4 Nations Face-Off | Argento          | 4  | 3  | 0  | 3  | 5   |     |
| Totale giovanili | Totale giovanili | Totale giovanili   | Totale giovanili | 19 | 6  | 15 | 21 | 18  |     |
| Totale adulti    | Totale adulti    | Totale adulti      | Totale adulti    | 12 | 10 | 6  | 16 | 9   |     |